# Little Meadows (Pennsylvanie)
Pour les articles homonymes, voir Little Meadows.
Little Meadows est un borough situé au nord-ouest du comté de Susquehanna, en Pennsylvanie, aux États-Unis,. En 2010, il comptait une population de 273 habitants, estimée au 1er juillet 2020 à 271 habitants. Le borough est incorporé en 1859.

## Démographie
Lors du recensement de 2010, le borough comptait une population de 273 habitants. Elle est estimée, en 2020, à 271 habitants.

### Source de la traduction
- (en) Cet article est partiellement ou en totalité issu de l’article de Wikipédia en anglais intitulé « Little Meadows, Pennsylvania » (voir la liste des auteurs).